# Percy Sykes
Percy Molesworth Sykes (Canterbury, 28 febbraio 1867 – Londra, 11 giugno 1945) è stato un generale, diplomatico e scrittore britannico.

## Biografia
Compiuti gli studi alla Reale accademia militare di Sandhurst, Sykes si unì al 2º reggimento di cavalleria d'élite delle Guardie del Dragone e fu mandato d'istanza in India. Nel 1897 venne promosso al grado di capitano e venne reclutato nell'intelligence britannica durante la guerra in Sudafrica, periodo durante il quale comandò la yeomanry imperiale di Montgomery. Nel 1902 passò all'esercito indiano, all'interno del quale fu promosso dapprima maggiore e poi tenente colonnello.
Durante la prima guerra mondiale venne mandato nel Turkestan cinese per sostituire il console generale di Kashgar Sir George Macartney (1867-1945). Nel 1916 gli venne affidato il compito di radunare 11.000 uomini per sostituire la gendarmeria persiana, la maggior parte della quale era caduta sotto l'influenza tedesca. A Shiraz stabilì il suo quartier generale e grazie alla sua influenza riuscì a garantire un momento di pace nell'area. Lasciò la Persia alla fine della guerra e nel 1920 si ritirò dall'esercito all'età di 52 anni.
Parallelamente alla carriera militare, Sykes fu un prolifico autore ed esploratore. In gioventù visitò l'allora neonata ferrovia transcaspica e viaggiò a Samarcanda e in Persia, dove scalò il vulcano estinto Kuh-e-Taftan. Insieme a sua sorella Ella Sykes (1863-1939) pubblicò Through Deserts and Oases of Central Asia (1920), un resoconto di esperienze risalenti al suo periodo a Kerman e nel Belucistan.
Sykes ebbe il pregio di introdurre lo sport del polo a Teheran. Nel 1898 fondò il consolato britannico del Sistan e Kain, al confine con l'Afghanistan, e trascorse l'anno successivo a mappare l'area circostante. Nel 1905 divenne console generale a Mashhad e continuò a viaggiare, confermandosi un'autorità in termini di storia, geografia e costumi persiani.
Come autore è noto per i volumi Ten Thousand Miles in Persia (1902) e History of Persia (due volumi, 1914, ripubblicata nel 1930). Per i suoi viaggi in Persia gli furono conferite la Back Grant (1899) e la medaglia d'oro del mecenate (1902), entrambe dalla Royal Geographical Society.

## Opere
- Persia, Oxford, Clarendon, 1922
- A history of Afghanistan, Nuova Delhi, Munshiram Manoharlal, 2002
- A history of Persia, Londra, MacMillan and Co., 1930
- A history of exploration: from the earliest times to the present day, Londra, George Routledge & sons, 1933
  - Storia delle esplorazioni, traduzione di Tito Diambra con aggiunte nel testo riguardanti gli esploratori italiani, a cura di Mario Merlini, Milano, Aldo Garzanti, 1939
- Ten thousand miles in Persia, or eight years in Iran, Londra, J. Murray, 1902